# Unione Cristiano-Democratica di Germania
L'Unione Cristiano-Democratica di Germania (in tedesco: Christlich Demokratische Union Deutschlands, abbreviato in CDU) è un partito politico tedesco di orientamento democratico-cristiano e liberal-conservatore.
L'attuale presidente del partito è Friedrich Merz. A livello internazionale aderisce all'Internazionale democratica di centro ed all'Unione Democratica Internazionale. A livello europeo è membro del Partito Popolare Europeo ed i suoi esponenti siedono nel Gruppo del Partito Popolare Europeo.
Insieme al suo partito gemello, l'Unione Cristiano-Sociale (CSU), il secondo partito tedesco per numero di iscritti (al 2021), è noto anche come Unione. La CDU si presenta alle elezioni in tutti gli Stati federali ad eccezione della Baviera, mentre la CSU si presenta solo in quello della Baviera. Entrambi i partiti formano un gruppo parlamentare nel Bundestag, il gruppo parlamentare CDU/CSU.
La CDU è stata fondata subito dopo la seconda guerra mondiale, nel 1945, e in un secondo tentativo con la prima conferenza federale del partito nel 1950, come partito cristiano non confessionale. Questo lo distingueva dal partito cattolico di centro, che aveva incarnato i valori cristiano-democratici per tutta la Repubblica di Weimar. Le radici ideologiche della CDU sono l'insegnamento sociale cattolico, il conservatorismo e il liberalismo.
A livello federale, la CDU/CSU è stata al governo più a lungo di qualsiasi altro partito tedesco dalla fondazione della Repubblica federale.Per molto tempo, la CDU è stata in coalizione con la CSU e il Partito Democratico Libero (FDP) in coalizioni giallo-nere. Più recentemente, la CDU è stata cancelliere federale dal 2005 al 2021 con Angela Merkel. Alle elezioni federali del 2021 è stato il secondo partito più forte dietro al Partito Socialdemocratico di Germania (SPD).
Con il giuramento del governo federale guidato dalla SPD (Scholz) nel dicembre 2021, la CDU torna a essere un partito di opposizione dopo 16 anni di governo. Come già negli anni 1969-1982 e 1998-2005, la CDU/CSU guiderà ancora una volta l'opposizione parlamentare.
La CDU è rappresentata anche nei parlamenti statali di tutti gli Stati federali in cui compete. Attualmente fa parte del governo statale in otto Stati federali ed è primo ministro in sei.
Insieme alla SPD, a sinistra, la CDU conservatrice è considerata uno dei due principali partiti popolari della storia del dopoguerra.

## Storia
La CDU venne fondata dopo la Seconda guerra mondiale da esponenti del Centro Cattolico della Repubblica di Weimar, con l'obiettivo di includere Cattolici e Protestanti in un partito conservatore cristiano. Altri membri della CDU vantavano già un'esperienza politica in significative formazioni come il Partito Democratico Tedesco, il Partito Popolare Nazionale Tedesco e il Partito Popolare Tedesco.

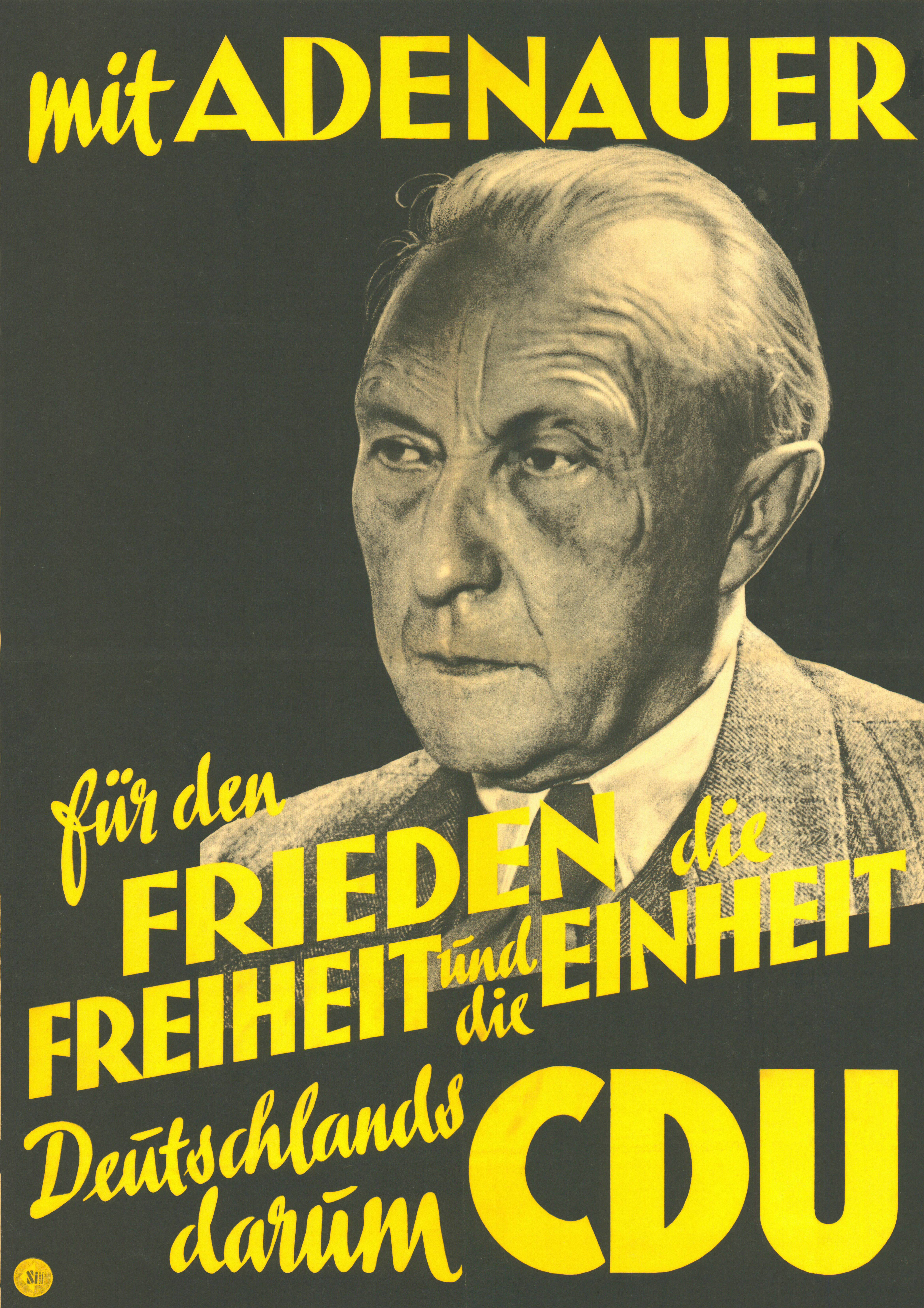
Manifesto CDU del 1949

Attiva fin dal 1945 a Berlino e in Renania, la CDU si organizzò nei quattro anni seguenti anche negli altri Länder che appartenevano alle zone di occupazione delle potenze occidentali (Stati Uniti, Gran Bretagna, Francia). Il partito venne unito a livello federale a partire dal 1950.
La CDU ha dominato la politica della Germania Ovest per i primi due decenni di vita del nuovo stato. Fino al 1963, il partito e il paese furono guidati da Konrad Adenauer, primo Cancelliere tedesco del dopoguerra. Tra le due guerre Adenauer era stato esponente di primo piano del Zentrum e borgomastro di Colonia. Deciso oppositore del Nazismo, era stato più volte arrestato e rinchiuso in prigione. Diventato Cancelliere nel 1949, sviluppò un'azione di governo tesa a reinserire la Germania Ovest nel quadro politico internazionale, attraverso l'adesione alla NATO e la promozione del nascente europeismo. Negli stessi anni si colloca il "miracolo economico" tedesco.
Nel 1963 alla guida del partito e alla Cancelleria gli successe Ludwig Erhard, ex ministro dell'economia ed autore della dottrina dell'Economia sociale di mercato. Una recessione nel 1966 causò un progressivo indebolirsi del potere della CDU e portò alla prima Grande coalizione con l'SPD, guidata dal Cancelliere Kurt Georg Kiesinger, sempre della CDU.
Nel frattempo il Partito Socialdemocratico guadagnò popolarità e, dopo le elezioni del 1969, formò una coalizione coi liberali dell'FDP, mandando la CDU all'opposizione fino al 1982, nonostante il CDU/CSU nel 1976 ottenesse il 48,6 % dei voti. Durante questo periodo il partito, con Helmut Kohl, che lo guidava dal 1973, sviluppò una visione più conservatrice in politica estera e in economia. La FDP cambiò alleanze nel 1982, formando una coalizione con la CDU e mandando alla Cancelleria Helmut Kohl. Con la caduta del muro di Berlino e la riunificazione tedesca dei primi anni novanta, la CDU guadagnò ulteriore popolarità, rimanendo al governo fino al 1998.

### 1990-1998: la riunificazione tedesca

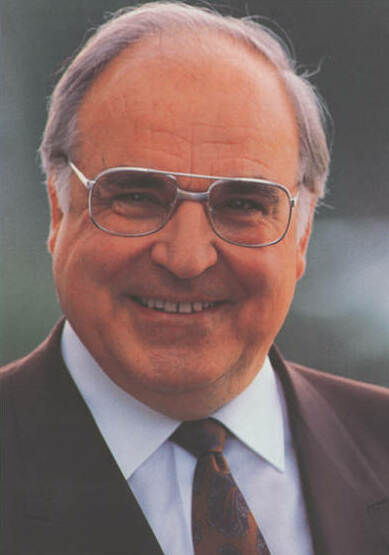
Helmut Kohl, cancelliere nel 1990

Dopo il collasso della Germania Est del 1989, Kohl, supportato da Francia, Regno Unito e Stati Uniti, avviò la riunificazione tedesca. Il 3 ottobre 1990 la Repubblica Democratica Tedesca venne abolita ed il suo territorio fu annesso dalla Germania Ovest. La CDU della Germania Est ed il Partito Democratico Rurale si fusero con la CDU.
Alle elezioni federali del 1990, sull'onda della gioia per la riunificazione, la coalizione CDU\CSU-FDP si mantenne alla guida del paese incrementando i voti. Nonostante la rielezione, la popolarità di Kohl cominciò a calare, a causa della recessione nell'ex Germania Est e dell'aumento delle tasse nella Germania Ovest. Riuscì comunque a vincere anche alle elezioni federali del 1994.

### 1998-2005: all'opposizione
La lenta crescita economica e l'aumento della disoccupazione contribuirono però ad appannare progressivamente l'immagine di Kohl che, sconfitto alle elezioni federali del 1998, fu sostituito alla presidenza del partito da Wolfgang Schäuble. Il partito alle elezioni ottenne il 28,4%, ed il CSU il 6,7%, il risultato più basso dell'Unione CDU/CSU dal 1949.

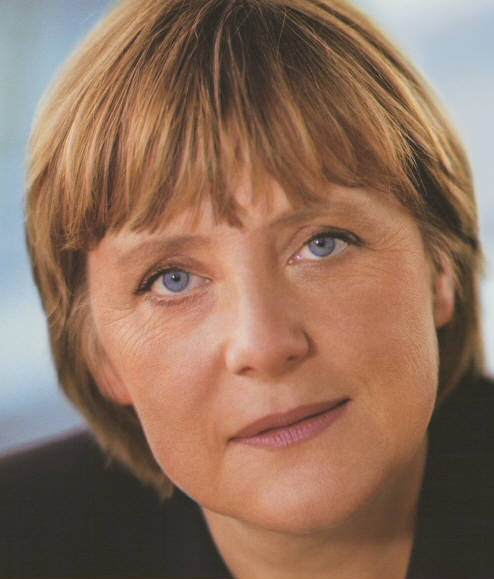
Angela Merkel, leader dell'opposizione nel 2000

Gli scandali sul finanziamento del partito scoppiati alla fine degli anni novanta costrinsero anche Schäuble alle dimissioni nel 2000, quando venne sostituito da Angela Merkel, che divenne così la prima donna a ricoprire l'incarico. Alle elezioni federali del 2002 l'Unione CDU/CSU guidata da Edmund Stoiber aumentò i suoi consensi, ma non riuscì ad ottenere la maggioranza di governo, che andò all'Alleanza rossoverde del socialdemocratico Gerhard Schröder.

### I governi Merkel (2005-2021)
Dopo che la CDU aveva sconfitto la SPD in più di dieci elezioni regionali, furono celebrate le elezioni federali del 2005, in anticipo rispetto alla scadenza naturale della legislatura. Le elezioni videro come primo partito l'Unione CDU/CSU, ma la vittoria di misura la costrinse ad avviare le trattative per formare un governo di coalizione.
Dopo tre settimane di negoziati, nelle quali furono scartate le ipotesi nella coalizione nero-gialla, della Jamaika-Koalition e della coalizione semaforo, si formò la Große Koalition ad opera della CDU/CSU e del SPD. I due partiti, che inizialmente reclamarono entrambi la Cancelleria, si accordarono sulla nomina a Cancelliera di Angela Merkel, assegnando all'SPD otto dei sedici ministeri, compresi i più prestigiosi, nel Governo Merkel I.
La cristiano-democratica Angela Merkel il 22 novembre 2005, con 397 voti dei 614 deputati del Parlamento tedesco, venne eletta come prima donna Cancelliera della Germania. Alle elezioni del 2009, la CDU ottenne il 27,4% dei consensi e 194 seggi. I "cugini" della CSU conseguirono il 6,5% dei voti e 45 seggi. Merkel fu nuovamente eletta cancelliera, questa volta di un governo di centro-destra, sostenuto, oltre che da CDU-CSU, anche dai liberali della FDP.
Alle elezioni politiche del 2013, la CDU aumentò i suoi consensi, arrivando al 34,1% ed eleggendo 255 deputati. La CSU incrementò anch'essa i propri voti, giungendo al 7,4% ed ottenendo 55 seggi. Il risultato per CDU-CSU fu il migliore dai tempi della Riunificazione. L'ottimo risultato dei cristiano-conservatori fu rafforzato dal mancato ingresso al Bundestag dei conservatori euroscettici dell'Alternativa per la Germania. I cristiano-conservatori sfiorarono la maggioranza assoluta, ma essendo stati gli alleati Liberali esclusi dalla Camera, furono costretti ad avviare colloqui con la SPD ed i Verdi per dar vita ad una Grande Coalizione, con a capo ancora la Merkel..
Alle Elezioni federali in Germania del 2017 si confermarono il primo partito, seppure in calo rispetto alla precedenti, con la Merkel riconfermata alla guida del governo. Dopo 18 anni alla guida del partito la Merkel si dimette, restando Cancelliere. Viene sostituita nel dicembre 2018 da Annegret Kramp-Karrenbauer.
Nel gennaio 2021 diviene presidente del partito Armin Laschet, che viene scelto come candidato alla Cancelleria per le Elezioni federali in Germania del 2021, a conclusione dell'ultimo governo Merkel. A novembre, dopo il risultato negativo che ha visto la CDU ottenere solo 152 seggi, Laschet si dimette. Nel gennaio 2022 viene eletto presidente Friedrich Merz, su posizioni più conservatrici rispetto ai suoi predecessori.

### Governo Merz
A seguito delle elezioni federali del 2025, in cui torna a essere il primo partito, viene formato un governo di coalizione guidato da Friedrich Merz, con la partecipazione dell'SPD.

## Ideologia
Durante la sua storia la CDU ha avuto posizioni politiche diverse: dal socialismo cristiano nel 1947 con il programma di Ahlen all'economia sociale di mercato, al moderatismo. La vera svolta è tuttavia arrivata nel momento in cui si è avuto un indiscutibile approdo nell'area del centrodestra, fertile terreno nel quale Helmut Kohl ha nettamente privilegiato idee tipiche del conservatorismo e del neoliberismo, nei suoi 16 anni di governo tra il 1982 e il 1998.
Gli attuali obiettivi del partito sono la difesa dell'ambiente circa la proposta di papa Benedetto XVI sulla custodia del Creato, la difesa del lavoro, attenzione alle classi sociali deboli e marginalmente alle minoranze omosessuali, cercando ove possibile consensi dagli elettori socialdemocratici moderati contrari allo spostamento a sinistra del partito a seguito delle ultime elezioni.
Esse hanno precisamente segnato il tracollo dello storico partito del centrosinistra tedesco.
L'ala minoritaria e conservatrice del partito richiede invece una maggiore attenzione sui valori cristiani del partito da coniugare ad un doveroso ed ineludibile rinnovamento, al fine di porsi ulteriormente quale perno dello spettro politico della Germania.

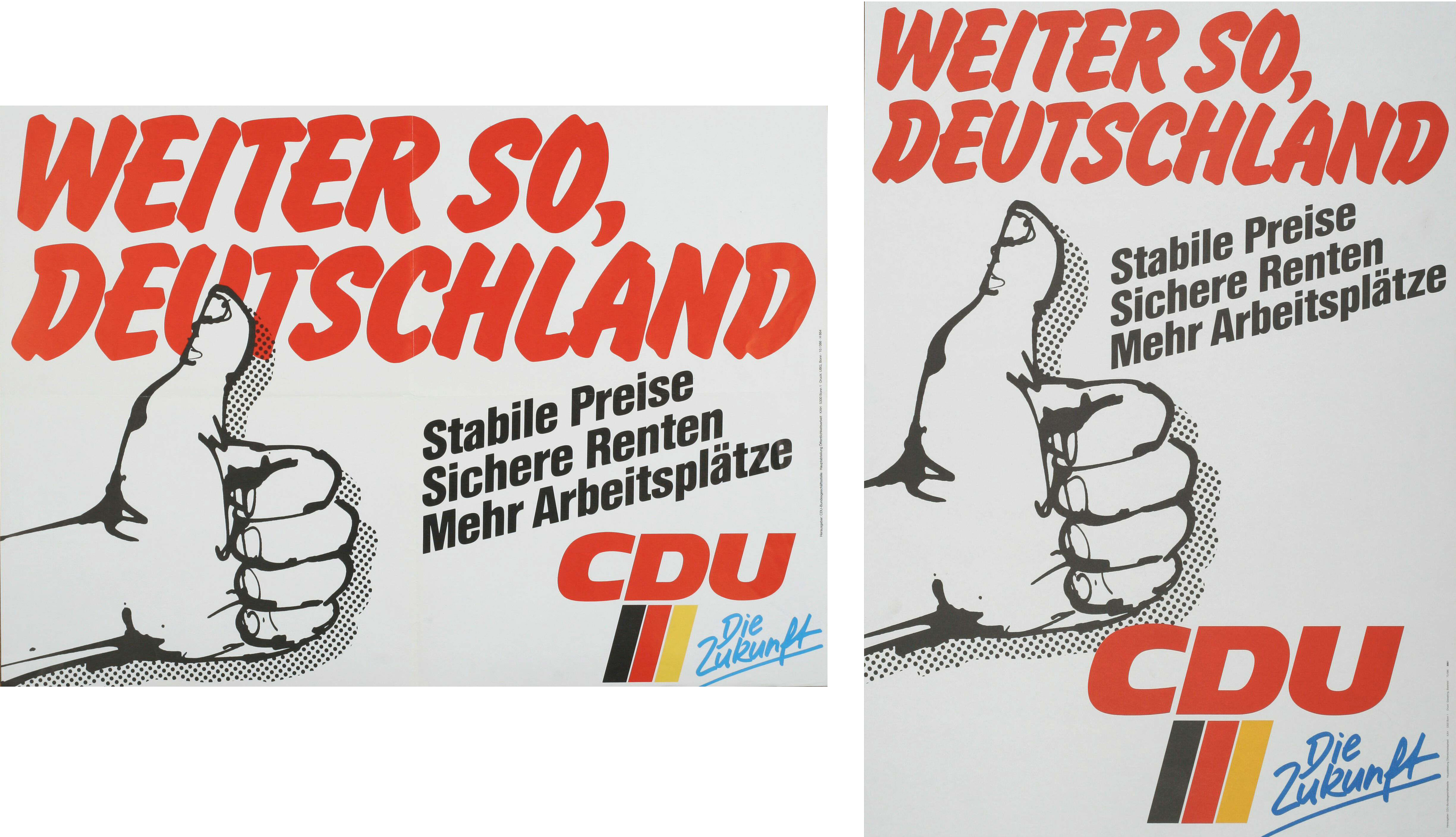
Volantini elettorali della CDU

Il principio cardine del partito è il seguente:
Il partito si definisce come un partito popolare di centro che difende le sue radici cristiano sociali (in campo economico), liberali (ossia il rispetto della persona) e legate al conservatorismo sociale (nel senso di conservazione dei principi cristiani e della famiglia).
Le tradizionali roccaforti del partito si concentrano nelle regioni rurali e cattoliche come l'Eifel-Bitburg-Prüm, Münsterland, Sauerland, nel Circondario di Fulda, Emsland, Oldenburgo, Turingia, Eichsfeld e nelle regioni del Nordfriesland, Sassonia, Svevia, Vorpommern, Saarland, Taunus e città più piccole come Baden-Baden, Costanza e Pforzheim. C'è meno sostegno a Brema, nel Brandeburgo e nell'ex Berlino Est.
Mentre Adenauer ed Erhard hanno cooperato con partiti non nazisti alla loro destra, in seguito il CDU ha lavorato per emarginare la sua opposizione di destra. La perdita dell'anticomunismo come tema politico, la secolarizzazione e le rivoluzioni culturali nella Germania occidentale avvenute a partire dagli anni '60 hanno messo in discussione la redditività del CDU.
Nella sua campagna del 2005, Angela Merkel non era disposta a esprimere esplicitamente opinioni cristiane, pur sostenendo che il suo partito non aveva mai perso il suo "concetto di valori". Il presidente del Bundestag, Norbert Lammert, come anche la Merkel, ha voluto chiarire che i riferimenti della CDU alla "cultura dominante" implicano "tolleranza e convivenza". Secondo l'analista di partito Stephan Eisel, il suo evitare il problema dei valori potrebbe avere avuto l'effetto opposto in quanto non riuscì a mobilitare la circoscrizione principale del partito.
La CDU applica i principi della democrazia cristiana e sottolinea la "comprensione cristiana degli umani e la loro responsabilità verso Dio". L'adesione alla CDU consiste tuttavia nelle persone aderiscono a una varietà di religioni così come a individui non religiosi. Le politiche del CDU derivano dal cattolicesimo politico, dalla dottrina sociale della Chiesa cattolica e dal protestantesimo politico, così come dal conservatorismo fiscale e dal conservatorismo nazionale. Il partito ha adottato politiche economiche più liberali da quando Helmut Kohl ha ricoperto il ruolo di Cancelliere della Germania (1982-1998).
Come partito conservatore, il CDU sostiene punizioni più forti di reati e sostiene il coinvolgimento da parte della Bundeswehr in casi di offensive antiterrorismo nazionali. In termini di immigrati, la CDU sostiene iniziative per integrare gli immigrati attraverso corsi di lingua e mira a controllare ulteriormente l'immigrazione. La doppia cittadinanza dovrebbe essere ammessa solo in casi eccezionali. Il CDU sottolinea la riduzione della burocrazia e la preservazione delle tradizioni culturali.
In termini di politica estera, la CDU si impegna per l'integrazione europea e una forte relazione con gli Stati Uniti. Nell'Unione Europea, il partito si oppone all'ingresso della Turchia nell'UE, preferendo invece un partenariato privilegiato con la Turchia. Oltre a citare varie violazioni dei diritti umani, il CDU ritiene anche che la riluttanza della Turchia a riconoscere Cipro come uno stato indipendente e sovrano contraddice la politica dell'UE secondo cui i suoi membri devono riconoscere l'esistenza l'uno dell'altro.
Gli oppositori del CDU sono il Partito socialdemocratico tedesco (SPD), Die Linke e Alleanza 90/I Verdi. Il CDU ha tuttavia governato in tre grandi coalizioni a livello federale e numerose a livello statale con l'SPD e nelle coalizioni di stato e locali con l'Alleanza '90 / I Verdi. Il CDU respinge le coalizioni con partiti di estrema destra ed estrema sinistra.
Il Partito Liberale Democratico (FDP), un partito liberale classico, è il partner preferito di qualsiasi governo della CDU poiché la CDU e il FDP hanno atteggiamenti simili nei confronti della politica fiscale e dell'integrazione europea.

### La tradizione
Fin dalla sua fondazione, la CDU è stata aperta a persone di tutte le confessioni cristiane e non cristiane. Il fatto che la CDU si definisca esplicitamente cristiana si basa sulla decisione del partito di dichiarare il proprio impegno esplicito nei confronti della visione cristiana dell'umanità. Quando il partito è stato fondato nel 1945, il superamento dell'antagonismo politico tra cattolici e protestanti è stato anche un motivo fondamentale per inserire l'aggettivo "cristiano" nel nome del partito. La CDU è spesso indicata come il successore del Partito di Centro di orientamento cattolico e si considera un partito centrista con un'offerta per tutta la popolazione.
"Secondo la concezione cristiana, l'uomo, la natura e l'ambiente sono una creazione di Dio", si legge nel programma di base della CDU del 2007. Dio ha creato l'uomo a sua immagine e somiglianza, da cui deriva la dignità dell'uomo come bene degno di essere protetto. L'ambiente naturale è visto come una creazione di cui l'uomo non può disporre liberamente, ma che gli è stata affidata da Dio per essere preservata. La CDU si impegna per la conservazione dell'ambiente.
La CDU è favorevole ad ancorare il riferimento a Dio nella Carta dell'Unione Europea, alla conservazione dei simboli cristiani negli spazi pubblici e al mantenimento delle festività cristiane.
Esistono somiglianze tra le dichiarazioni politiche delle due principali Chiese (ad esempio per quanto riguarda la politica sociale basata sull'insegnamento sociale cristiano o il rifiuto dell'eutanasia) e differenze, ad esempio per quanto riguarda la posizione sulle biotecnologie, in particolare sulla ricerca sul genoma, o sulle questioni relative al diritto di asilo.

## Relazioni con la CSU
In base ad accordi con la consorella bavarese Unione Cristiano-Sociale in Baviera (CSU), la CDU in tutte le elezioni non presenta liste e candidati in Baviera e la CSU non si presenta nel resto della Germania.
Gli eletti della CDU e della CSU formano un gruppo parlamentare unitario, denominato CDU/CSU.

## La Fondazione Konrad Adenauer
La Fondazione Konrad Adenauer (Konrad-Adenauer-Stiftung) prende il nome dal primo Cancelliere della RFT e primo presidente della CDU. La fondazione si occupa di formazione politica, ricerche socio-politiche, elargisce borse di studio, studia la storia del cristianesimo democratico e sostiene l'unificazione europea, la collaborazione internazionale e lo sviluppo di politiche di cooperazione.
Il budget annuale della fondazione è dell'ordine dei 100 milioni di Euro.

## Struttura

### Presidente federale
| Presidente | Presidente                 | Periodo   |
| ---------- | -------------------------- | --------- |
| 1          | Konrad Adenauer            | 1946–1966 |
| 2          | Ludwig Erhard              | 1966–1967 |
| 3          | Kurt Georg Kiesinger       | 1967–1971 |
| 4          | Rainer Barzel              | 1971–1973 |
| 5          | Helmut Kohl                | 1973–1998 |
| 6          | Wolfgang Schäuble          | 1998–2000 |
| 7          | Angela Merkel              | 2000–2018 |
| 8          | Annegret Kramp-Karrenbauer | 2018–2021 |
| 9          | Armin Laschet              | 2021–2022 |
| 10         | Friedrich Merz             | dal 2022  |

### Segretario generale
| Segretario generale | Segretario generale        | Periodo   |
| ------------------- | -------------------------- | --------- |
| 1                   | Bruno Heck                 | 1967–1971 |
| 2                   | Konrad Kraske              | 1971–1973 |
| 3                   | Kurt Biedenkopf            | 1973–1977 |
| 4                   | Heiner Geissler            | 1977–1989 |
| 5                   | Volker Rühe                | 1989–1992 |
| 6                   | Peter Hintze               | 1992–1998 |
| 7                   | Angela Merkel              | 1998–2000 |
| 8                   | Ruprecht Polenz            | 2000      |
| 9                   | Laurenz Meyer              | 2000–2004 |
| 10                  | Volker Kauder              | 2005      |
| 11                  | Ronald Pofalla             | 2005–2009 |
| 12                  | Hermann Gröhe              | 2009–2013 |
| 13                  | Peter Tauber               | 2013–2018 |
| 14                  | Annegret Kramp-Karrenbauer | 2018      |
| 15                  | Paul Ziemiak               | 2018–2022 |
| 16                  | Mario Czaja                | 2022–2023 |
| 17                  | Carsten Linnemann          | dal 2023  |

### Presidente del gruppo CDU/CSU al Bundestag
| Presidente al Bundestag | Presidente al Bundestag                 | Periodo   |
| ----------------------- | --------------------------------------- | --------- |
| 1                       | Heinrich von Brentano (Prima mandato)   | 1949–1955 |
| 2                       | Heinrich Krone                          | 1955–1961 |
| (1)                     | Heinrich von Brentano (Secondo mandato) | 1961–1964 |
| 3                       | Rainer Barzel                           | 1964–1973 |
| 4                       | Karl Carstens                           | 1973–1976 |
| 5                       | Helmut Kohl                             | 1976–1982 |
| 6                       | Alfred Dregger                          | 1982–1991 |
| 7                       | Wolfgang Schäuble                       | 1991–2000 |
| 8                       | Friedrich Merz (Primo mandato)          | 2000–2002 |
| 9                       | Angela Merkel                           | 2002–2005 |
| 10                      | Volker Kauder                           | 2005–2018 |
| 11                      | Ralph Brinkhaus                         | 2018–2022 |
| (8)                     | Friedrich Merz (Secondo mandato)        | dal 2022  |

## Nelle istituzioni

### Presidenti federali
| Presidente della Germania | Periodo   |
| ------------------------- | --------- |
| Heinrich Lübke            | 1959–1969 |
| Karl Carstens             | 1979–1984 |
| Richard von Weizsäcker    | 1984–1994 |
| Roman Herzog              | 1994–1999 |
| Horst Köhler              | 2004–2010 |
| Christian Wulff           | 2010–2012 |

### Cancellieri federali
| Cancelliere della Germania | Periodo   |
| -------------------------- | --------- |
| Konrad Adenauer            | 1949–1963 |
| Ludwig Erhard              | 1963–1966 |
| Kurt Georg Kiesinger       | 1966–1969 |
| Helmut Kohl                | 1982–1998 |
| Angela Merkel              | 2005–2021 |

### Vicecancellieri
| Vicecancelliere della Germania | Periodo   |
| ------------------------------ | --------- |
| Ludwig Erhard                  | 1957–1963 |
| Hans-Christoph Seebohm         | 1966      |

### Presidenti del Parlamento
| Presidente del Bundestag | Periodo   |
| ------------------------ | --------- |
| Erich Köhler             | 1949–1950 |
| Hermann Ehlers           | 1950–1954 |
| Eugen Gerstenmaier       | 1954–1969 |
| Kai-Uwe von Hassel       | 1969–1972 |
| Karl Carstens            | 1976–1979 |
| Rainer Barzel            | 1983–1984 |
| Philipp Jenninger        | 1984–1988 |
| Rita Süssmuth            | 1988–1988 |
| Norbert Lammert          | 2005–2017 |
| Wolfgang Schäuble        | 2017–2021 |

### Commissari europei
| Commissario europeo  | Periodo                       | Incarico / Direzione |
| -------------------- | ----------------------------- | --- |
| Walter Hallstein     | 1958–1967                     | presidente |
| Fritz Hellwig        | 1967–1970                     | vicepresidente e ricerca ed energia nucleare |
| Karl-Heinz Narjes    | 1981-1985 1985–1988           | mercato interno, industria, unione doganale, ambiente, protezione del consumatore e sicurezza nucleare vicepresidente e industria, scienza e ricerca |
| Günther Oettinger    | 2010–2014 2014-2017 2017–2019 | energia economia e società digitale bilancio e risorse umane                                                                                         |
| Ursula von der Leyen | dal 2019                      | presidente |

### Presidenti del Parlamento europeo
| Presidente del Parlamento europeo | Periodo   |
| --------------------------------- | --------- |
| Hans Furler                       | 1960–1962 |
| Egon Klepsch                      | 1992–1994 |
| Hans-Gert Pöttering               | 2007–2009 |

## Risultati elettorali
| Elezione          | Voti       | %      | +/-     | Seggi     | +/-    | Posizione               |
| ----------------- | ---------- | ------ | ------- | --------- | ------ | ----------------------- |
| Parlamentari 1949 | 7.359.084  | 31%    | -       | 139 / 402 | -      | Maggioranza             |
| Parlamentari 1953 | 9.577.659  | 34,80% | 3,80%   | 249 / 509 | [ 11 ] | Maggioranza             |
| Parlamentari 1957 | 11.975.400 | 39,71% | 4,91%   | 277 / 519 | [ 12 ] | Maggioranza             |
| Parlamentari 1961 | 11.622.995 | 36,32% | 3,39%   | 251 / 522 | [ 13 ] | Maggioranza             |
| Parlamentari 1965 | 12.631.319 | 38,94% | 2,62%   | 251 / 518 | [ 14 ] | Maggioranza             |
| Parlamentari 1969 | 12.137.148 | 37,10% | 1,84%   | 250 / 518 | 1      | Opposizione             |
| Parlamentari 1972 | 13.304.813 | 35,67% | 1,43%   | 234 / 518 | 16     | Opposizione             |
| Parlamentari 1976 | 14.423.157 | 38,26% | 2,59%   | 254 / 518 | 20     | Opposizione             |
| Parlamentari 1980 | 13.467.207 | 35,62% | 2,64%   | 237 / 519 | [ 15 ] | Opposizione Maggioranza |
| Parlamentari 1983 | 18.998.545 | 48.80% | 13,18%  | 255 / 520 | [ 18 ] | Maggioranza             |
| Parlamentari 1987 | 14.168.527 | 37.80% | 11%     | 234 / 519 | [ 19 ] | Maggioranza             |
| Parlamentari 1990 | 20.358.096 | 43.80% | 6%      | 319 / 662 | [ 20 ] | Maggioranza             |
| Parlamentari 1994 | 19.517.156 | 41.40% | 2.40%   | 294 / 672 | [ 21 ] | Maggioranza             |
| Parlamentari 1998 | 17.329.388 | 35.20% | 6.20%   | 245 / 669 | [ 22 ] | Opposizione             |
| Parlamentari 2002 | 18.482.641 | 35.20% | 3.30%   | 248 / 603 | [ 23 ] | Opposizione             |
| Parlamentari 2005 | 19.280.940 | 35.20% | Stabile | 226 / 614 | [ 24 ] | Maggioranza             |
| Parlamentari 2009 | 14.658.515 | 33.80% | 1.40%   | 239 / 622 | [ 25 ] | Maggioranza             |
| Parlamentari 2013 | 18.165.446 | 41.50% | 7.80%   | 311 / 631 | [ 26 ] | Maggioranza             |
| Parlamentari 2017 | 15.317.344 | 33%    | 8.50%   | 246 / 709 | [ 27 ] | Maggioranza             |
| Parlamentari 2021 | 11.173.806 | 24.10% | 8.90%   | 197 / 736 | [ 28 ] | Opposizione             |
| Parlamentari 2025 | 14.158.432 | 28,52% | 10,63%  | 208 / 630 | [ 29 ] | Maggioranza             |